# 4950 House
4950 House è un asteroide della fascia principale. Scoperto nel 1988, presenta un'orbita caratterizzata da un semiasse maggiore pari a 2,7465867 UA e da un'eccentricità di 0,1836518, inclinata di 12,70317° rispetto all'eclittica.